# Tragédie à l'Everest
Tragédie à l'Everest (Into Thin Air: A Personal Account of the Mt. Everest Disaster) est un livre autobiographique de 1997 écrit par Jon Krakauer. Il raconte la version de l'auteur des événements ayant conduit au désastre de l'Everest de 1996 où huit alpinistes ont trouvé la mort dans une tempête. L'expédition de l'auteur, dirigée par Rob Hall, et d'autres groupes, notamment l'expédition de Mountain Madness dirigée par Scott Fischer, essayent de rejoindre le sommet ce même jour,.

## Résumé
Jon Krakauer (journaliste pour le magazine d'aventure Outside) considère que l'ascension de l'Everest par Richard Bass (alpiniste amateur et homme d'affaires américain, âgé de 55 ans) le 30 avril 1985 a inauguré une nouvelle ère dans l'histoire de l'exploration en haute montagne : la commercialisation des expéditions. Un grand nombre de personnes à l'expérience limitée et en mal de sensations ou de records tentent l'aventure, avec des agences spécialisées mais au risque d'y perdre la vie.
L'auteur raconte plus particulièrement les événements qui l'ont conduit à participer à une expédition vers l'Everest en mai 1996, bien que lui-même ait abandonné l'alpinisme des années plus tôt. La saison 1996 a été particulièrement mortelle avec 8 morts en une journée, dont notamment les guides de Krakauer, Rob Hall et Andy Harris. Initialement, Krakauer devait stationner au camp de base pour faire un reportage sur la commercialisation des expéditions mais il proposa à son éditeur de décaler son départ d'une année afin de se préparer à atteindre le sommet.

## Controverse
Certains aspects du récit de Krakauer ont engendré de nombreuses critiques de la part de participants à certaines de ces expéditions ou de la part d'alpinistes célèbres comme Galen Rowell. La plupart de ces critiques sont centrées sur le récit des actions d'Anatoli Boukreev, un guide kazakh pour Scott Fischer. Jon Krakauer lui reproche d'être descendu avant ses clients sans se soucier de leur sécurité et de ne pas avoir utilisé de bouteille d'oxygène. Anatoli Boukreev, dans son livre The Climb (en), répond qu'il est redescendu pour se préparer aux secours et qu'il a effectué plusieurs sauvetages en solo, ce qui a permis de sauver plusieurs vies.
Galen Rowell critiqua le récit de Krakauer et y trouva beaucoup d'incohérences. Il déclara que pendant que Krakauer dormait dans sa tente, Boukreev sauvait d'autres grimpeurs. Galen Rowell déclara que les actions de Boukreev étaient héroïques et qu'il a fait preuve d'intuition. « [Boukreev] foresaw problems with clients nearing camp, noted five other guides on the peak Everest, and positioned himself to be rested and hydrated enough to respond to an emergency. His heroism was not a fluke. »
Ce livre a été aussi critiqué pour ne pas avoir informé les lecteurs que l'équipe avait des rapports météorologiques quotidiens et qu'ils connaissaient l'arrivée de la tempête avant que celle-ci ne se produise.

## Adaptations
Le livre a été adapté en 1997, dans un téléfilm Mort sur le toit du monde (Into Thin Air: Death on Everest). Ce film réalisé par Robert Markowitz met en scène Peter Horton dans le rôle de Scott Fischer et Christopher McDonald dans celui de Jon Krakauer. Il conserve le point de vue de Jon Krakauer sur ces évènements même si des détails diffèrent de manière importante avec le livre, concernant les responsabilités.
Le récit est une nouvelle fois adapté dans Everest de Baltasar Kormákur, en 2015. Michael Kelly interprète alors le rôle de Krakauer.

## Clin d’œil
- Le livre est visible entre les mains de François Cluzet et Mathieu Amalric à la 12e minute du film Fin août, début septembre (1999).